# Mokrý Háj
Mokrý Háj je naseljeno mjesto u okrugu Skalica u Trnavskom kraju u Slovačkoj.

## Stanovništvo
| Godina:     | 1993. | 2003.   | 2013.    | 2023.   |
| ----------- | ----- | ------- | -------- | ------- |
| Broj ljudi: | 584   | 589     | 709      | 702     |
| Razlika:    |       | +0,85 % | +20,37 % | -0,98 % |

| Godina:     | 2022. | 2023.   |
| ----------- | ----- | ------- |
| Broj ljudi: | 715   | 702     |
| Razlika:    |       | -1,81 % |

Prema podacima o broju stanovnika iz 2023. godine naselje je imalo 702 stanovnika.

## Vanjske poveznice
|  | Zajednički poslužitelj ima još gradiva o temi Mokrý Háj |

- Službena stranica naselja (sl.)